# ひらり (テレビドラマ)
『ひらり』は、1992年（平成4年）10月5日から1993年（平成5年）4月3日まで放送された、NHK連続テレビ小説第48作である。内館牧子による作、主演は石田ひかり。

## 概要
東京・両国を舞台に、相撲好きなヒロイン・ひらりと相撲部屋の面々の交流や、部屋に出入りする嘱託医との恋を描いている。
要領が良いひらりと、要領が悪い姉・みのりが恋のライバルになったり、ひらりの父方の祖父・小三郎と母方の祖父・金太郎が犬猿の仲だったり、ひらりの叔父・銀次郎がいつもキャベツを食べていたりなど、内館作品の特徴が織り交ぜられている。
主題歌となった「晴れたらいいね」（DREAMS COME TRUE）は、連続テレビ小説第32作『ロマンス』以来の歌詞入りの主題歌である。
1992から1993年の平均視聴率は36.9%、最高視聴率は42.9%（ビデオリサーチ調べ、関東地区・世帯）。放映当時、若貴ブームに沸いていたため、それも追い風となった。
石田は第43回NHK紅白歌合戦の紅組司会を担当し、DREAMS COME TRUEが紅組で出場して主題歌「晴れたらいいね」を歌唱した。また、渡辺いっけい、橋本潤は、本作をきっかけに知名度を上げた。
放送ライブラリーでは第1回が公開。
2021年度下半期『カムカムエヴリバディ』（2022年3月10日放送・第91回）では、大月家の4人が朝食を摂りながら視聴、テレビの映りが悪くなる描写が描かれた。ヒロインを務めた石田もこのシーンについてInstagramのストーリーズで言及した。
2022年12月20日から2023年9月1日までNHK総合で再放送された。
2024年11月からNHKオンデマンドで配信を開始。

## あらすじ
舞台は東京都墨田区両国五丁目。簿記の専門学校に通う20歳の薮沢ひらりは早朝に祖父の小三郎と近所の相撲部屋『梅若部屋』の朝稽古を見に行くことを日課としている。ひらりの姉・みのりは真面目なOLだが、勤続5年を表彰されて落ち込み、結婚をあせっている。ひらりは大好きな大相撲に関わる仕事をしたいと専門学校を退学。夢を叶えるべく仕事を探すが、女人禁制の世界ゆえに何処も受け入れてもらえず壁にぶつかり、力士も多く来店する大型サイズの洋品店で働き出す。
同じ頃、両国診療所に大学病院の医師・安藤竜太が半年の予定で着任するが、ひらりは竜太のきつい物言いに反発する。みのりは竜太に恋するが素直に打ち明けられず、正反対のことばかり言っては後悔するようになる。ひらりは新弟子の下着サイズを間違えた出来事をきっかけに、竜太から力士の身体構造について学ぶうちに彼に惹かれ、好意を口にするようになる。また梅若部屋おかみが家出した際にはおかみ代理を務める。
みのりはひらりと竜太が付き合いだすと思い込み、パニック状態になったあげく荷物をまとめて診療所に居座り、竜太に同居を迫るという強行手段に出る。作戦は失敗したものの、竜太はみのりに交際を申し込む。だが不安がおさまらないみのりは、ひらりに竜太と会うことを禁じる。竜太に別れの挨拶に行ったひらりは、竜太から力士の栄養士の資格取得を勧められる。更に梅若部屋の親方夫婦の申し出から、部屋付きの栄養士として力士を支える仕事に取り組む。
竜太は梅若部屋の力士たちを見守るため診療所勤務を半年延長し、昼休みはひらりの受験勉強に付き合う。みのりは竜太が結婚の意思を示さないことに焦りを覚える。両国診療所に赴任した外科医小林雅人はみのりに猛烈にアタック。みのりはついに竜太と別れ小林のプロポーズを受け入れる。十両に昇進したばかりの梅響は脊椎分離症で休場、さらに靭帯断裂で廃業を余儀なくされる。ひらりの提案で、梅若部屋で梅響の断髪式が行われる。親方夫妻は梅響の就職先探しに奔走。おかみの明子は梅若部屋の副業としてちゃんこ屋経営を思いつく。
ひらりの栄養士学校受験と前後してゆき子と洋一の間に離婚話が出る。ひらりは動揺しながらも第一志望の学校に合格する。ゆき子はマンションで別居をはじめる。祖父の小三郎のロンドン留学、みのりの結婚が近づく中、ひらりとみのりの策略でゆき子は洋一と和解し、家に戻る。
3月末、竜太は診療所の任期を終え、大学病院に戻るが、ひらりに梅若部屋力士のデータを渡し、これからも梅若部屋のホームドクターとして様子を見に来ると宣言。ひらりは竜太に「お嫁にいくからね！」と叫び、竜太は「5年たっていい女になったら」と答えて両国を去る。

## 登場人物

### 東京・両国

#### 藪沢家
藪沢ひらり（やぶさわ ひらり）
演 - 石田ひかり
物語開始時点（1992年4月時点）で20歳。江戸っ子気質で行動的且つさっぱりした性格。税理士を目指して専門学校に通っていたが、子供の頃からあこがれていた相撲の世界に関わりたくて退学。周囲から両国診療所の医師や看護師を勧められたが、血を見るのが苦手という理由で断っている。大型サイズの洋品店「リーチ商会」の店員になり、新弟子用の下着のサイズを間違えたのをきっかけに犬猿の仲の竜太に力士の身体構造を学ぶ。やがて竜太を好きだと意識し、素直に感情を表現する。これがみのりの不興を買い、竜太との勉強会を取りやめることになるが、竜太の薦めで部屋の専属栄養士を目指すため、栄養士の勉強を始める。竜太の診療所退任を前に告白したが、きっぱり断られた上、任期を伸ばしたと言わればつの悪い思いをするが、竜太に試験勉強を見てもらいに再び診療所に通う。
1992年末にリーチ商会を退職。翌年1月から梅若部屋で「栄養士の資格を取れなかったらクビ」という条件で、力士の食事や健康のアドバイザーとして働きだす。3月、栄養士学校を受験するが、前日両親の離婚話を聞いた滑り止めの学校には落ちたものの、金太郎の怪我に発奮し本命校に見事合格する。
最終回では竜太から力士のメディカルデータをまとめたフロッピーディスクを託される。
藪沢みのり（やぶさわ みのり）
演 - 鍵本景子
ひらりの姉。25歳。丸の内にある商社「双陽物産」でOLをしている。ひらりとは対照的で、消極的且つ心配性な性格。適齢期を迎えても良縁の気配がないことを気にしている。
竜太に恋心を抱くが、素直になれず思ってもいないような言葉を口にしては後悔している。明子のはからいで竜太とお見合いしたものの「代理で来た」と言ってしまう。ひらりが竜太を好きだと聞くと思い詰めたあげく「ハイミスになる練習」と言って食事を一人で食べようとしたり、転職活動を始めたりで家族を困惑させる。ついに家族に研修旅行と嘘をついて家を出ると、荷物をまとめて診療所に居座り「一緒に暮らしたい」と迫るが、竜太に相手にされず、周囲にもばれて家に戻る。その後竜太から交際を申し込まれ舞い上がるが、デートで会話できないことでひらりに負けると不安になり、ひらりに竜太と会うことを禁じる。竜太がプロポーズしてくれないことに消耗し、自分に積極的にアプローチしてきた小林と打ち解けたことで竜太と別れ、小林と婚約する。だが竜太への思いは消えず、婚約を白紙に戻す。その後竜太と交際するが、一途な小林への負い目が残り、結局二人に別れを告げる。そこでようやく自分の気持ちが決まり、小林に自らプロポーズする。別居する両親を仲直りさせるため、ウェディングドレスの仮縫いに二人を呼び出し、感謝の言葉を述べて改心させる。
藪沢洋一（やぶさわ よういち）
演 - 伊武雅刀
ひらりの父で48歳。父である小三郎の代まで先祖代々続いてきた質屋を継がず、都市銀行に就職し、支店長を務める。家庭内での存在感は薄く、仕事が第一。小三郎には土地を活用するため質屋を畳むことをすすめていた。
妻のゆき子とはすれ違っていたが根本と飲んでいたのを目撃して激怒し、夫婦関係が悪化する。
ストーリー後半で融資していた福満電気倒産で30億円の焦げ付きを出し、「本店の部長部で第一部長」という事実上左遷されたことで心に傷を負うが家族の前では明るくふるまう。気を紛らわせるため、模型作りに熱中するが、小三郎との話し合いで会社にしがみつくと決意する。ゆき子がマンションを借りていたことに気づき、離婚別居の話が出ていたが、関連会社の幸栄カード代表取締役に栄転。ゆき子が別居し、家族も忙しくなったことで家で孤立していたが、ゆき子と和解して生活を取り戻す。
藪沢ゆき子（やぶさわ ゆきこ）
演 - 伊東ゆかり
ひらりの母で47歳。短大卒業。夫の洋一とは大恋愛の末結婚したが、現在の夫婦仲は悪くもなく良くもなく、子どもの話題以外での会話はなく、冷え切っている。
刺繍や俳句などの趣味に没頭し、「誰にも必要とされない」心の隙間を埋めようとしている。舅の小三郎が高血圧で倒れたのをきっかけに質屋を継ぐための修行を始める。1992年9月より、家族に内緒でマンションの1室を借りて自分だけの世界に浸っていた。小三郎が退院すると質屋の店番をまかせ、ますますマンションに入り浸る。また根本とプラトニックな飲み友達となる。みのりの結婚が決まると自分史を書いて披露宴で配ることを画策し、明子にあきれられる。自分史を脱稿しマンションを引き払う予定だったが、1993年3月に洋一に発覚。別居を決意するが小三郎に引き留められる。月給14万円で質屋の店番に雇われる形で別居するが、生活費が足りず悩む。ひらりとみのりの策略で洋一と話し合い、マンションを引き払って家に戻る。
藪沢小三郎（やぶさわ こさぶろう）
演 - 島田正吾
洋一の父で、ひらりの父方の祖父。75歳。先祖代々続く質屋「藪沢質店」を経営している。足が弱っており、歩くときは杖やひらりに支えてもらっている。穏やかな好々爺でひらりと同じく大相撲が好き。ひらりの良き相談者でもある。喫煙者。何かと突っかかってくる金太郎とはなるべく顔を合わせないようにしているが、深川家とは親の代からの付き合いで、東京大空襲の直前には、金太郎の父親に質屋の蔵を目張りしてもらい焼失を免れている。
学生時代は英文科で学んでおり、仕事の合間にはシェイクスピアを原語で読んでいる。
高血圧で倒れると竜太とひらりに説得され禁煙。入院すると店番をゆき子に譲ったが、退院後はしょっちゅう家を空けるゆき子に代わって店番に復帰する。
閑職に追いやられ趣味に熱中する洋一を心配し、店を畳んで洋一の好きな商売をやれと勧める。ゆき子が別居すると聞くとシェイクスピアを学ぶためロンドンに1年留学すると宣言し、ゆき子を引き留める。
梅若部屋がちゃんこ屋を開くと聞くと金太郎に先んじて店の看板を書きたいと申し出る。提案した店名は金太郎と同じ「不知火」で看板の字を小三郎、絵を金太郎が描く共作になった。
洋一とゆき子の和解を見届けたあと、ロンドンに旅立つ。

#### 深川家
深川金太郎（ふかがわ きんたろう）
演 - 花沢徳衛
ゆき子・みつ子・銀次の父。ひらりの母方の祖父にあたる。75歳。町鳶の鳶頭をしている。粋で気風のいい江戸っ子気質。娘婿の父親の小三郎とはウマが合わず、会うたび憎まれ口を叩いている。
季節の食材を取り入れた料理が得意。自宅で木遣り歌の講習会を開いている。
小三郎が入院した際には心配して見舞に行ったが、結局悪態をついた上、ひらりからの助言で持ってきた花束の「カサブランカ」をかさぶたと押し付けて帰ってしまった。
銀次のために毎朝朝食を共にする芳美を歓迎する。仕事中、転落して怪我で寝込んだときは仕事に復帰できないと嘘をつき、銀次と芳美を婚約に導いた。
小三郎渡英の見送りにはケンカになるといけないからと顔を出さず、手紙を送る。その後日本の東西の文化を学ぶと姿を消すが、小林の芦屋の家に泊まり温泉を楽しんでいることがわかり、心配していた銀次と芳美をあきれさせる。
深川銀次（ふかがわ ぎんじ）
演 - 石倉三郎
ゆき子の弟（ひらりの叔父）。42歳。現在も独身で、明子を密かに慕っている。そのため、ゆき子らが持ちかけた縁談を理由をつけては断っている。ひらりやみのり、明子からは「銀ちゃん」と呼ばれる。キャベツが好物で、横になりながら食べていることが多い。
芳美から慕われても相手にしていなかったが、金太郎が嘘をついてまで結婚させたがっているのに観念して、芳美にプロポーズして婚約する。梅若夫妻が媒酌人を務め、牛嶋神社で結婚式、梅若部屋で披露宴を行った。

#### 梅若部屋
両国にある相撲部屋のひとつ。かつては幕内力士を何人も輩出した伝統ある部屋だが、現在は十両以上の力士（関取）は一人もいない。新弟子の寒風山、椰子の海、部屋頭の梅響に大きな期待をかけている。
梅若虎男（うめわか とらお）
演 - 伊東四朗
藪沢家の近所にある相撲部屋「梅若部屋」親方。55歳。「力士たるものハガキ一枚出しに行くのも浴衣であるべし」という考えの持ち主で弟子たちに洋服を着せない。梅若部屋売却問題で資金を用意できず、両国から地方に部屋を移すことを考える。栃木県黒磯に引っ越すことで話をすすめていたが、明子が実家の料亭を売却して金を用意したのに激怒し、家を飛び出す。その後、弟子を付け人にして明子に頼り切りの生活を打開する。
福岡場所後、梅ノ川が念願の十両に昇進すると、梅響に「悔しさを味わってほしい」と梅ノ川の付け人に指名する。
梅響に廃業を告げたあと、一人部屋にこもり号泣した。
後援会会長の木原に梅響の世話を頼む。
明子（あきこ）
演 - 池内淳子
虎男の妻で「梅若部屋」のおかみ。虎男より4歳年上の58歳。新弟子の一枚目の浴衣を手縫いで贈ることを習慣としている（第2回より）。虎男を「親方」と呼び、一心に尽くすことを喜びとしている。縁談を世話するのも好きで銀次やみのりにお見合いをセッティングした。
実家は日本で5本の指に入ると言われる老舗料亭「嵐月（らんげつ）」。梅若部屋を守るため売却しようとするが、親方と大喧嘩になり家出するがすぐに帰宅。親方に内緒で売却の話をすすめ、5億3千万で売却し、梅若部屋を買い取った。
ゆき子がマンションを借りたのに気づき、時々訪問して夫婦仲を心配している。
引退する梅響のため部屋の副業としてちゃんこ屋開業を思いつく。
小沢太郎（おざわ たろう）
演 - 二代目若ノ海正照
梅若部屋のコーチ。
寒風山（かんぷうざん） / 加賀谷久男（かがや ひさお）
演 - 小林健
ひらりの従兄弟で梅若部屋の力士。18歳。秋田県出身。上京したものの一度は入門を断るが、ひらりたちの策でやる気になり、力士となる。エディをライバル視している。太れないのが悩み。梅若部屋移転騒動後、親方の付け人になる。
椰子の海（やしのうみ） / エディ
演 - マーシー
梅若部屋に寒風山と同期に入門した、ハワイ出身の力士。努力家で我慢強い性格。
福岡場所後、梅ノ川の付け人になる。のちに市子と交際宣言する。
梅響（うめひびき）
演 - 松田勝
梅若部屋の部屋頭。21歳。15歳で入門し以後10年に渡り部屋を支えてきた。1993年初頭に十両への昇進がほぼ決定するが、同時期より腰の不調を訴え始める。九月場所前に足を痛め、福岡場所後は椰子の海と共に先に十両昇進した弟弟子の梅ノ川の付け人となる。1993年の初場所で梅ノ川と入れ替わりで十両に昇進し部屋頭にも復帰。だが腰痛を訴え、検査の結果脊椎分離症と判明。筋力トレーニング以外の稽古を禁じられ大阪場所を休場する。さらに場所後の祝賀会直前に自転車で転倒して左足首の靭帯を切断。入院するが親方と竜太から廃業を宣告され号泣する。力士として本場所の土俵に上がることなく引退。髷は散髪屋で落とすつもりだったが、ひらりの提案で、部屋で断髪式を行った。
梅若夫妻の伝手で後援会会長の木原のもとで働きながら調理師免許取得を目指すことになり、兼ねてから交際していたすみれとも親方の許可を得て婚約する。
梅ノ川（うめのかわ）
演 - 板川光
福岡場所で幕下優勝し、兄弟子の梅響より先に十両に昇進し、部屋頭となる。1993年の初場所で負け越し、幕下力士に戻る。
梅ノ森（うめのもり）
演 - 成瀬富久
普段は黒縁眼鏡をかけている。
梅錦（うめにしき）
演 - 小和田貢平
みのりの家出中、虫垂炎を起こして診療所に運ばれ、みのりの嘘がばれるきっかけになった。
紅梅山（こうばいざん） / 金井武（かない たけし）
演 - NARUKO
岩手県出身。英語が得意と自称するが間違いが多い。無理して魚を食べるエディを魚が好物と通訳し、家出騒動の原因を作る。
梅十勝（うめとかち） / 竹田茂夫（たけだ しげお）
演 - 秋田宗好
北海道出身。糖尿病に悩む。市子のことが好きだったがふられると、高橋一恵にアプローチする。
梅車（うめぐるま） / 沖田充（おきた みつる）
演 - 石橋秀樹

梅筏（うめいかだ） / 山本芳夫（やまもと よしお）
演 - 金浜政武
痛風に悩み、竜太から厳しく指導される。
野村正浩（のむら まさひろ）
演 - 玉置篤規
15歳。行司を目指し中学卒業後、梅若部屋に入門し、雑用係として働く。
上田（うえだ） / 佐藤（さとう）
演 - 雨宮豊和 / 岡村輝彦
梅若部屋の新弟子。

#### その他の両国の人々
多田市子（ただ いちこ）
演 - 浅井星光
ひらりの友人。「多田道場」でエクササイズ講師を務めている。
中学生の時に空手留学の経験があり、英語も堪能でひらりに頼まれエディの通訳を務めた。その後彼と交際宣言する。
蛭田明夫（ひるた あきお）
演 - 三遊亭楽太郎（後の6代目三遊亭円楽）
ひらりが就職した大型サイズ専門の洋品店「リーチ商会」店長。ひらりを無視するすみれに頭を痛める。
銀次と芳美の披露宴で司会を務める。梅響の断髪式でも司会を務めていた。
小川すみれ（おがわ すみれ）
演 - 阿知波悟美
「リーチ商会」店員。37歳。
客や店長の前では愛想が良く仕事もできるが、若くてうるさい女性が嫌いなため、当初はひらりと全く口を聞かなかった（口答えしないことや理想ばかり語ることに一層腹を立てていた）。また、ひらりが下着の発送で失敗した際には毒舌家の一面も見せた。
夫の女性問題が原因で離婚したシングルマザー。リーチ商会で働きながら娘の藍（演 - 山本奈々）と古いアパートで暮らしている。梅若部屋の打ち上げに出席した際、娘を可愛がってくれた梅響と親しくなる。
ひらりが栄養士になるため退職を申し出たときは責任感がないと激怒したが「梅響を横綱にするまで許さない」と最後はエールとも取れる台詞でひらりを送り出し、その際ひらりに後ろからハグをされた際も笑顔を見せていた。
靭帯切断で入院した梅響を毎日見舞いに行っていたが、廃業と聞くと経済的に支えられないと距離をおくようになる。ちゃんこ屋店主を目指すことになった梅響に望まれ婚約する。

### 両国診療所
医師がおらず長らく休診していたが、竜太の赴任で再開した診療所。
安藤竜太（あんどう りゅうた）
演 - 渡辺いっけい
両国診療所医師。30歳。東光大学病院から6か月の期限つきで出向してきた。ひらりたちからは、いつも履いている物から「便所サンダル」とあだ名をつけられている。
ひらりとの初対面は公衆電話の使用をめぐって争いになったのに対し、みのりとの初対面はハイヒールが壊れて転倒したみのりに下駄を貸す親切心を見せたため、初対面時の姉妹の印象は正反対のものとなる。ひらりのため、昼休みに力士の身体構造を教える勉強会を開く。
当初は両国診療所への赴任を不満に思っており、力士に対して配慮のない言動が多かったが、ひらりや明子の薫陶を受け、次第に力士たちから信頼される医者へとなっていく。
みのりの診療所居座り事件では当初あきれて相手にしなかったが、その後みのりのエネルギーに感動したと交際を始める。しかし結婚はタイミングを見てという考えだったためみのりとすれ違いはじめる。ひらりからの告白はきっぱり断り、栄養士の勉強を勧めて昼休みに試験勉強の手伝いをする。
梅若部屋の力士たちを見守りたいと診療所勤務を半年延期する。みのりが小林との婚約を白紙に戻したと聞くと交際を申し込みデートを重ねるが、やはり相容れずひらりから叱責される。3月末、任期を終えて大学病院に戻るが梅若部屋のホームドクターとして両国に通うと約束。大人になったひらりとの再会を約束し、両国を去って行く。
小林雅人（こばやし まさと）
演 - 橋本潤
竜太の引継ぎで診療所に赴任した東光大学病院外科医師。竜太が半年延期したため、週1回の勤務となる。大阪出身で大阪弁を話す。人懐こく初対面の相手にも馴れ馴れしい。阪神ファンであり、阪神タイガースの歌を頻繁に歌っていることから、ひらりたちから「六甲小林」とあだ名をつけられる。以前、竜太の紹介でみのりと見合いをしようとしたことがある。
実家は芦屋で病院を経営しており、兄が後を継いでいる。
みのりと会ってすぐにプロポーズする。納豆が嫌いだったが、みのりのために嫌いな納豆にも挑戦するなどの熱心さでついにみのりと婚約にこぎつける。だがみのりが竜太への未練を残していることに気づき婚約白紙に同意する。その後もみのりに一途にアプローチを続け、ついにみのりと復縁する。
ミカ
演 - 金佐知香
両国診療所の看護婦。

### 相撲関係者
緑風立五郎
演 - 出羽錦忠雄
梅若部屋含む8つの相撲部屋の緑風一門の親方。梅若部屋や竜太のトラブルの仲裁に入る。
木原剛
演 - 毒蝮三太夫
「梅若部屋」後援会長。
中林喜代子
演 - 大路三千緒
「梅若部屋」先代のおかみ。部屋の土地建物の所有者。息子が会社経営に失敗し、部屋を6億円で売却することを現・梅若親方夫妻に持ち掛ける。

### その他
高橋一恵
演 - 西牟田恵
ひらりの税理士学校時代の友人。
根本邦夫
演 - 綿引勝彦
洋一とは大学の同期で銀行マン。過去にゆき子を取り合った仲らしい。現在は離婚して独身。
洋一と違い、出世には見切りをつけた。ラグビーが趣味で、今も若い選手と一緒に草ラグビーの試合に出ている。
伊藤礼子
演 - 田島令子
ゆき子の短大時代の同級生。独身で旅行雑誌の編集長を務める。ゆき子のマンションの保証人になり、自分史発行のための出版社も紹介した。
春子
演 - 一谷伸江
ゆき子の短大時代の同級生。フラワーアレンジメント教室を一人で開き講師を務める。
町子
演 - 立石涼子
ゆき子の短大時代の同級生。夫の浮気が原因で熟年離婚。仕出し弁当屋のパートやワープロの資格で仕事をしてマイペースで暮らしている。
恵子
演 - 井上明美
みのりの会社の同僚で恋愛相談相手。芳美と二人で金太郎に木遣り歌を習いはじめる。
芳美
演 - 吉宮君子
みのりの会社の同僚で恋愛相談相手。木遣り歌を習いに行って出会った銀次にほれ込み、積極的にアタックする。銀次に断られると金太郎に近づき、毎朝深川家で交代で朝食を作って一緒に食べる作戦に出る。金太郎の怪我をきっかけに銀次からプロポーズされ、婚約にこぎつけ、寿退社する。結婚後は深川家で金太郎と同居する。
山下徹
演 - 冨家規政
みのりの会社の上司。
ミチ
演 - 高木雅代
みのりの会社の部下。
加賀谷みつ子
演 - 奈美悦子
久男の母（ゆき子・銀次姉弟の間にあたる）。ひらりとみのりの叔母。秋田県在住。敏明とは再婚である。ことある毎に久男を秋田に連れて帰ろうとする。
加賀谷敏明
演 - 石田太郎
久男の父。会社を経営。みつ子とは子連れで再婚。
清水守（しみず まもる）
演 - 市川勇
洋一の部下。
辰造（たつぞう） / 造助（ぞうすけ） / 三郎（さぶろう）
演 - 米岡功樹 / 川島正人 / 祭三郎
トビ職人。
仲居
演 - 豊島まさみ、松美里杷
どじょう料理屋「すみ多」の仲居。
その他
演 - 青山芳久（力士）、明石知也（営業課長）、明石良（加藤）、飯沼みどり（主婦）、池谷美加（順子）、石田穂津美（女客）、磯村千花子（船田徳子）、伊藤克（品川）、大島久枝（どじょう屋の店員）、岡田麻美（若い女性客）、小椋恒利（質屋の客）、小野明良（救急隊員）、柏木タカシ（ウエイター）、春日井順三（川井房夫）、加世幸市（小山課長）、桂由美（ブティック・デザイナー）、加藤四郎（男客）、川上夏代（女客）、川村都（花岡ユキ）、菊地彩（看護婦）、菊地かおり（主婦）、岸本一人（ウエイター）、北島京子（マサ）、樹所直美（若い女性客）、木村幸人（花屋）、桑原一人（和夫）、斉藤克也（山岡）、斉藤友章（患者）、坂間健司（郵便配達人）、佐々木菜摘（主婦）、佐藤峯三（ふれ太鼓）、三遊亭圓龍（夫婦の客）、忍竜（秋本一郎）、白鳥智恵子（五十嵐千恵）、摺木あゆみ（看護婦）、瀬戸陽一朗（長井）、高橋豊（バーテンダー）、武川信介（商店主）、玉村駿太郎（山本）、でんでん（内藤）、外河京子（主婦）、橋本一幸（化粧まわし職人）、林原辰昭（男客）、堀川和栄（主婦）、本田清澄（ウエイター）、松戸俊二（加賀谷一彦）、松原亜子（若い女性客）、松本光弘（客）、真山恵衣（主婦）、丸山和範（ピアノ演奏者）、森喜行（床清）、矢藤夏実（どじょう屋の店員）、山下康武（力士）、山梨ハナ（夫婦の客）、山家千花（和田マリ子）、横溝貴之（客）、吉川学（フロント係）、吉儀譲（救急隊員）、米田直子（糸川典子）

## スタッフ
- 作 - 内館牧子
- 音楽 - 中村正人（「ひらり」 オリジナル ドラマ・トラックスも参照）
- 主題歌 - 「晴れたらいいね」（作詞・作曲 - 吉田美和、歌 - DREAMS COME TRUE）
- 語り - 倍賞千恵子[2][10]
- 副音声解説 - 関根信昭
- エキストラ - 鳳プロ、丹波道場、劇団ひまわり、若駒、園田塾、劇団いろは、エム・スリー、テアトル・アカデミー、巣山プロ、優企画、江戸消防第六区一番組、両国松元会 両横会、永代一番組
- 協力 - 日本相撲協会、東京都墨田区、江東区、台東区、秋田県秋田市
- 資料提供 - 墨東質業協同組合、出羽錦忠雄（本編にも出演）、木内八郎（本編にも出演）、久保田茂、永代一番組、星川末吉、山崎洋樹
- 相撲実技指導 - 二代目若ノ海正照（本編にも出演）
- 秋田弁指導 - 小沢悦子
- 医師指導 - 土屋正光
- 行司指導 - 式守錦之助
- 木遣り指導 - 大川銀作
- 句会指導 - 森川昭
- クロスステッチ指導 - 山梨幹子
- 擬斗 - 林邦史朗
- 制作統括 - 金澤宏次
- 制作 - 秋山茂樹
- 美術 - 足立正美[2][10]、石井剛、丸山純也
- 技術 - 渡辺秀男[2][10]、佐藤博
- 音響効果 - 山本浩[2][10]、中村真一、小林光
- 撮影 - 浪川喜一[10]、鈴木英次郎、横山義行、佐々木達之介
- 照明 - 竹内信博[10]、阿倍周一、中村正則、大地祥嗣
- 音声 - 田島敬三[10]、寺島重雄、大塚茂夫、永井孝夫
- 映像技術 - 菊池正佳、岩岡良和[10]、庄村勝雄、山村恵一
- 記録・編集 - 田中美砂[10]、石川真紀子
- 演出 - 富沢正幸[2][10]、諏訪部章夫[2]、若泉久朗、笠浦友愛、金井勉、高橋陽一郎

## 放送日程
| 週     | 回数      | 放送日              | 演出       |
| 1992年 | 1992年    | 1992年              | 1992年     |
| ------ | --------- | ------------------- | ---------- |
| 第1週  | 1 - 6     | 10月5日 - 10月10日  | 富沢正幸   |
| 第2週  | 7 - 12    | 10月12日 - 10月17日 | 富沢正幸   |
| 第3週  | 13 - 18   | 10月19日 - 10月24日 | 諏訪部章夫 |
| 第4週  | 19 - 24   | 10月26日 - 10月31日 | 富沢正幸   |
| 第5週  | 25 - 30   | 11月2日 - 11月7日   | 諏訪部章夫 |
| 第6週  | 31 - 36   | 11月9日 - 11月14日  | 若泉久朗   |
| 第7週  | 37 - 42   | 11月16日 - 11月21日 | 笠浦友愛   |
| 第8週  | 43 - 48   | 11月23日 - 11月28日 | 富沢正幸   |
| 第9週  | 49 - 54   | 11月30日 - 12月5日  | 諏訪部章夫 |
| 第10週 | 55 - 60   | 12月7日 - 12月12日  | 若泉久朗   |
| 第11週 | 61 - 66   | 12月14日 - 12月19日 | 富沢正幸   |
| 第12週 | 67 - 72   | 12月21日 - 12月26日 | 笠浦友愛   |
| 第13週 | 73        | 12月28日            | 諏訪部章夫 |
| 1993年 |           |                     |            |
| 第14週 | 74 - 79   | 1月4日 - 1月9日     | 諏訪部章夫 |
| 第15週 | 80 - 85   | 1月11日 - 1月16日   | 富沢正幸   |
| 第16週 | 86 - 91   | 1月18日 - 1月23日   | 富沢正幸   |
| 第17週 | 92 - 97   | 1月25日 - 1月30日   | 諏訪部章夫 |
| 第18週 | 98 - 103  | 2月1日 - 2月6日     | 笠浦友愛   |
| 第19週 | 104 - 109 | 2月8日 - 2月13日    | 高橋陽一郎 |
| 第20週 | 110 - 115 | 2月15日 - 2月20日   | 諏訪部章夫 |
| 第21週 | 116 - 121 | 2月22日 - 2月27日   | 富沢正幸   |
| 第22週 | 122 - 127 | 3月1日 - 3月6日     | 若泉久朗   |
| 第23週 | 128 - 133 | 3月8日 - 3月13日    | 金井勉     |
| 第24週 | 134 - 139 | 3月15日 - 3月20日   | 諏訪部章夫 |
| 第25週 | 140 - 145 | 3月22日 - 3月27日   | 富沢正幸   |
| 第26週 | 146 - 151 | 3月29日 - 4月3日    | 富沢正幸   |